# 한국서가협회
한국서가협회는 민족서예문화 발전과 서예인의 복지도모 및 국위선양에 기여할 목적으로 1993년 2월 4일 설립된 대한민국 문화체육관광부 소관의 사단법인이다. 사무실은 서울특별시 종로구 삼일대로 461, 운현궁SK허브 102동 206호에 있다. (우편번호:03147)

## 주요 사업
- 서예문화정책의 독립과 실천
- 서예전시회 개최
- 서예관련 도서 출판